# Lector (religión)
El ministerio del lector es un ministerio laical de la Iglesia católica.
Anteriormente fue considerada una de las órdenes menores. Los lectores eran frecuentemente más jóvenes que los porteros porque era la primera orden que se daba a los niños que entraban en el clero. Servían también de secretarios a los obispos y a los presbíteros y se instruían leyendo y escribiendo por su dirección. De este modo, se formaba a los que eran más propios para el estudio y que podían llegar a ser presbíteros. 
Su función ha sido siempre necesaria pues siempre se han leído en la iglesia las escrituras del Viejo y el Nuevo Testamento ya sea durante la misa ya en los otros oficios, principalmente en los de la noche. Se leían también cartas de los otros obispos, actas de los mártires y después homilías de los Padres de la iglesia. Los lectores estaban encargados de la custodia de los libros sagrados lo cual los exponía mucho en los tiempos de las persecuciones. 
La fórmula de la ordenación que se tomaba, así como para el resto de órdenes menores del cuarto Concilio de Cartago, contiene que deben leer para el que predica, cantar las lecciones, bendecir el pan y los frutos nuevos. La iglesia los exhortaba a leer fielmente y a practicar lo que leían y los ponía en la clase de los que administran la palabra de Dios. La función de cantar las lecciones se hizo posteriormente por todo tipo de clérigos y sacerdotes.